# Garnizoenskerk van Bad Nieuweschans
De voormalige garnizoenskerk van Nieuweschans (het huidige Bad Nieuweschans) is gebouwd in 1751 en deed aanvankelijk dienst voor de in Nieuweschans gelegerde militairen.

## Beschrijving
Het bouwjaar van de kerk blijkt uit de tekst van een ingemetselde steen:
Jonkvrouwe Magdalena Adriana Canter Visscher heeft op den 7 augustus 1751 den eersten steen aan deze kerk gelegd

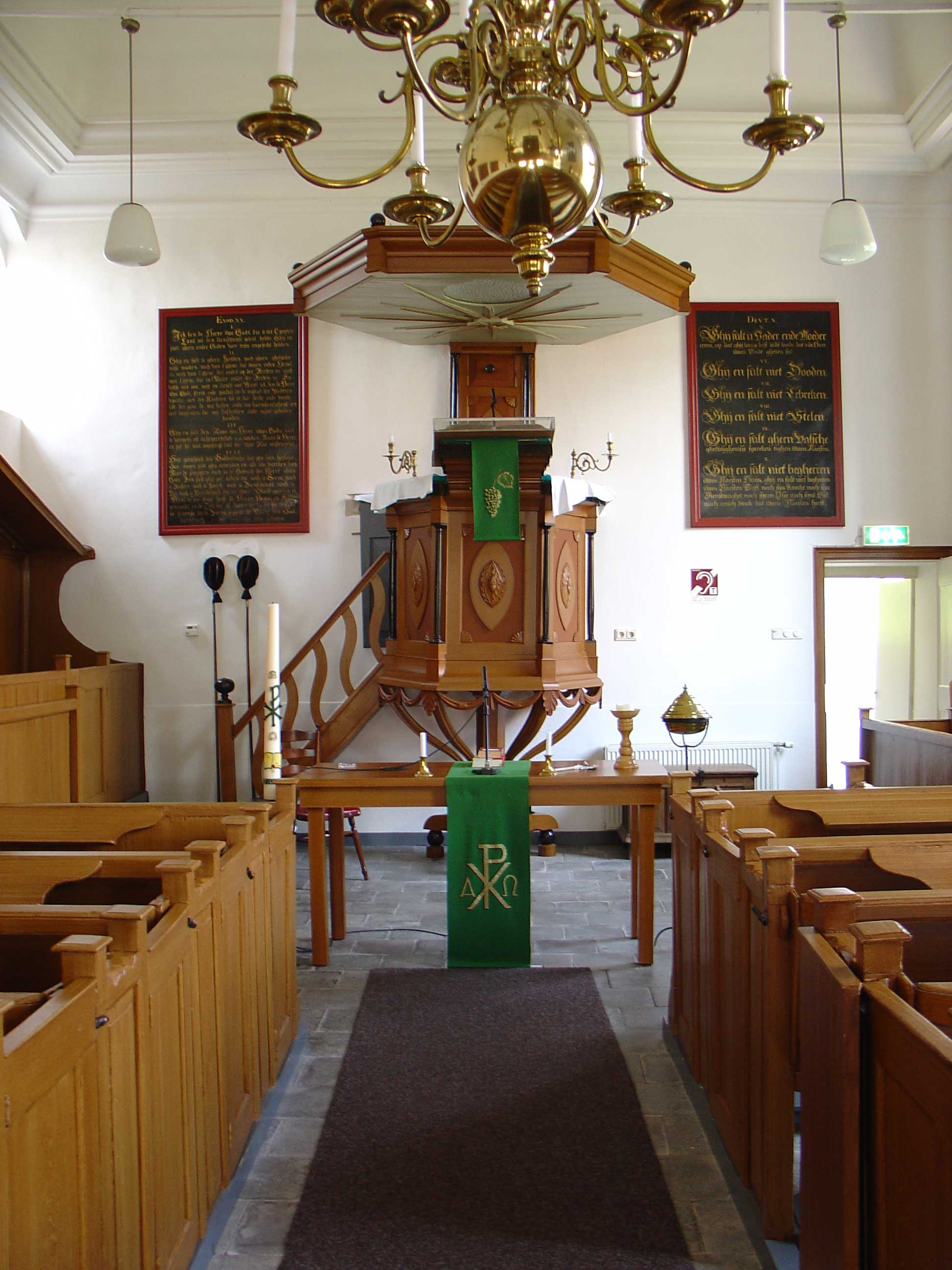
Interieur garnizoenskerk van Nieuweschans

Het gebouw kreeg bij de bouw een multifunctioneel karakter: de zolder werd ingericht als ammunitie- en hooizolder. In de huidige, achter de kerk gelegen, consistorie waren vroeger twee paardenstallen. Van hieruit was de hooizolder met een trap bereikbaar. In de negentiende eeuw kwamen deze functies te vervallen en werd de zolder afgebroken, waardoor de kerkruimte een gewelf kreeg.
In het interieur valt de preekstoel op uit het begin van de 19e eeuw. De tekstborden hebben oorspronkelijk in de Der Aa-kerk in Groningen gehangen. Ook bevindt zich achter in de kerk nog een zogenaamde arrestantenbank, waarin de gestrafte militairen de kerkdienst konden bijwonen.
Het eenklaviers kerkorgel heeft een rechthoekige orgelkas. Het is in 1874 door de Amsterdamse orgelbouwer Hermanus Knipscheer vervaardigd voor de Gereformeerde kerk in Schoonhoven. In 1925 verhuisde het naar Nieuweschans. In 2009 werd het gerestaureerd door Winold van der Putten uit Finsterwolde.
De kerk werd voor het laatst in 2001 gerestaureerd. Thans fungeert de kerk als 'gewone' protestantse kerk en als trouwlocatie van de gemeente Oldambt. Ook worden er concerten in de kerk gegeven.